# Lunar and Planetary Laboratory
Le Lunar and Planetary Laboratory (LPL) est un centre de recherche spécialisé dans la planétologie, situé à Tuscon, en Arizona. C'est également une école supérieure, constituant le Département des Sciences Planétaires de l'Université de l'Arizona. Le LPL est l'un des plus grands programmes au monde dédié exclusivement à la planétologie en milieu universitaire. La collection Lunar and Planetary Lab est conservée à la bibliothèque des collections spéciales de l'Université de l'Arizona.